# San Pietro a Maida
San Pietro a Maida este o comună din provincia Catanzaro, regiunea Calabria, Italia, cu o populație de 4302 locuitori și o suprafață de 16,45 km².

## Demografie
San Pietro a Maida - evoluția demografică

|  | Graficele sunt indisponibile din cauza unor probleme tehnice. Mai multe informații se găsesc la Phabricator și la wiki-ul MediaWiki. |

Date: Recensăminte sau birourile de statistică - grafică realizată de Wikipedia